# Ermida de São Mateus da Costa (Santa Luzia)

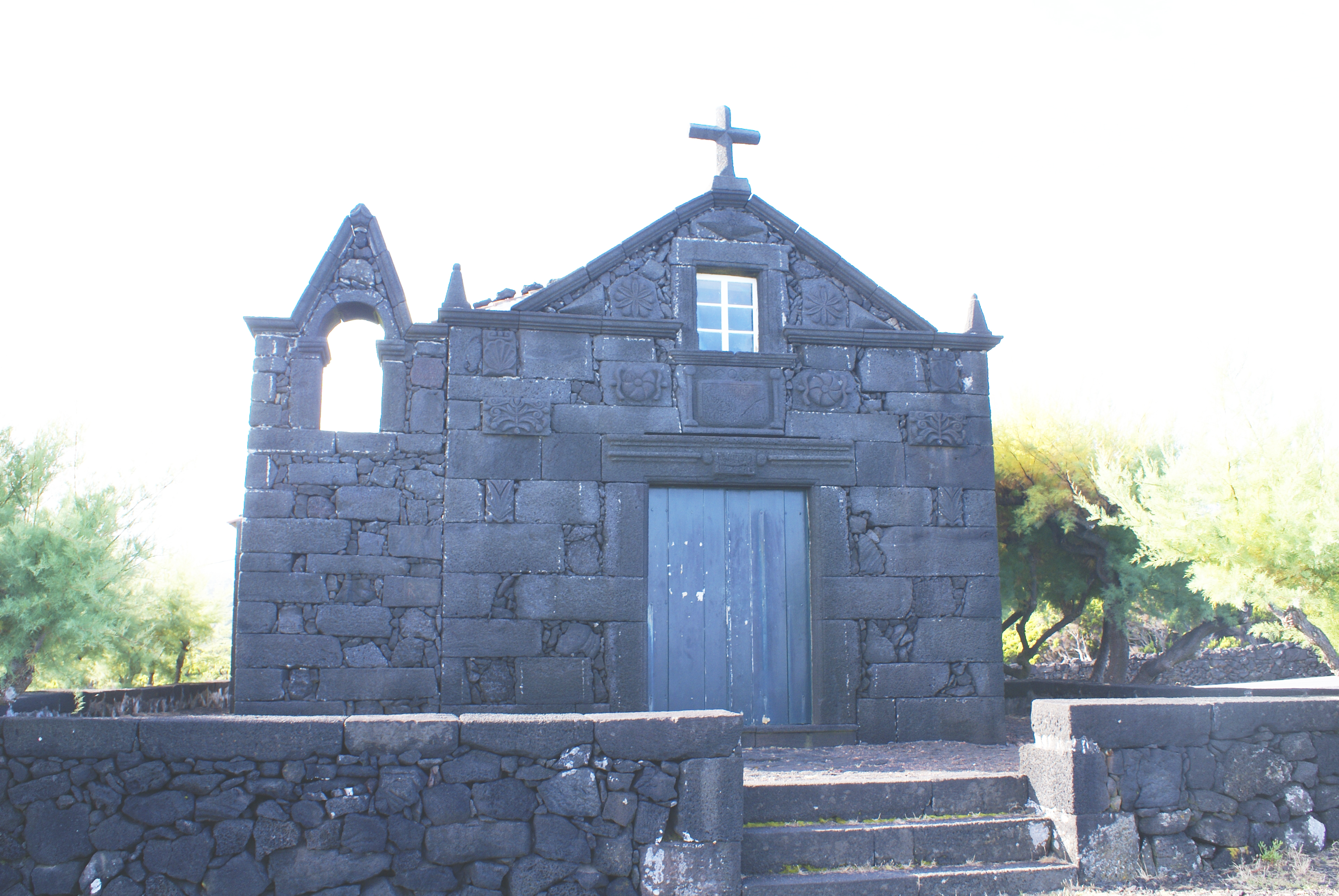
Ermida de São Mateus da Costa, fachada.

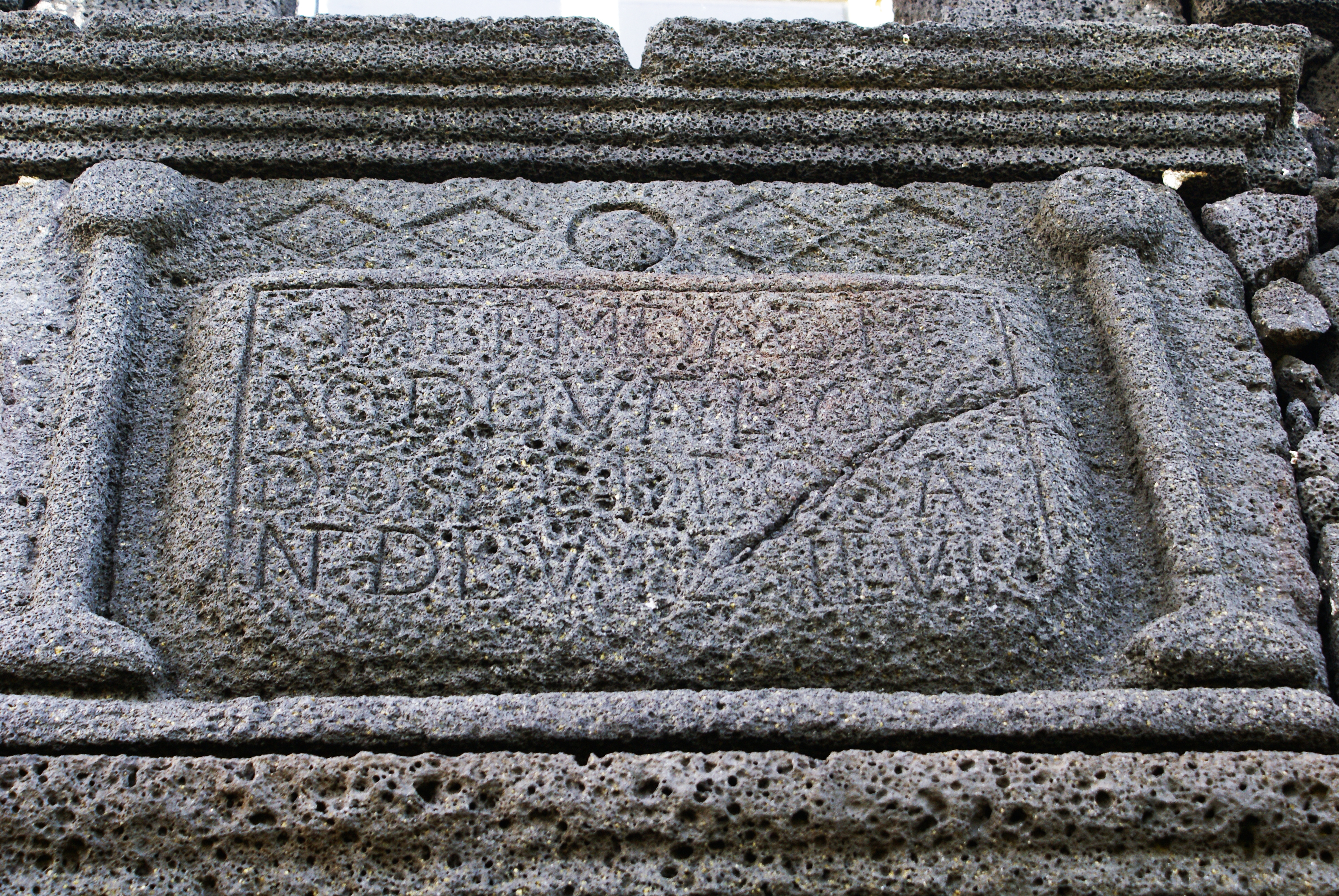
Ermida de São Mateus da Costa, pormenor.

A  Ermida de São Mateus da Costa  é uma Ermida portuguesa localizada na freguesia de Santa Luzia, concelho de São Roque do Pico, na ilha do Pico, no arquipélago dos Açores.
Esta ermida localizada dentro da Paisagem Protegida de Interesse Regional da Cultura da Vinha da Ilha do Pico.  e cuja construção recua ao século XVII e século XVIII, é dedicada a devoção de São Mateus.

## Galeria

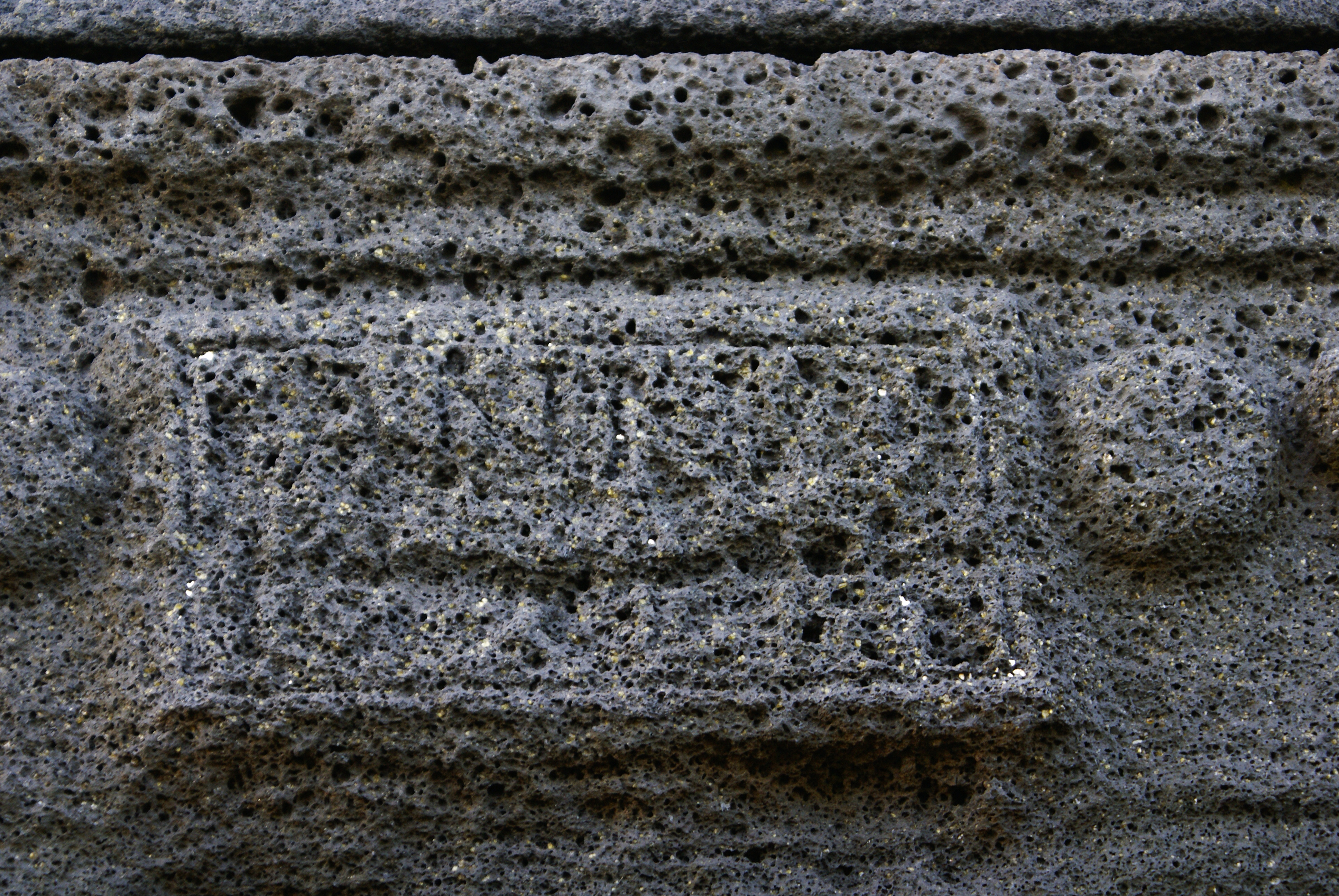
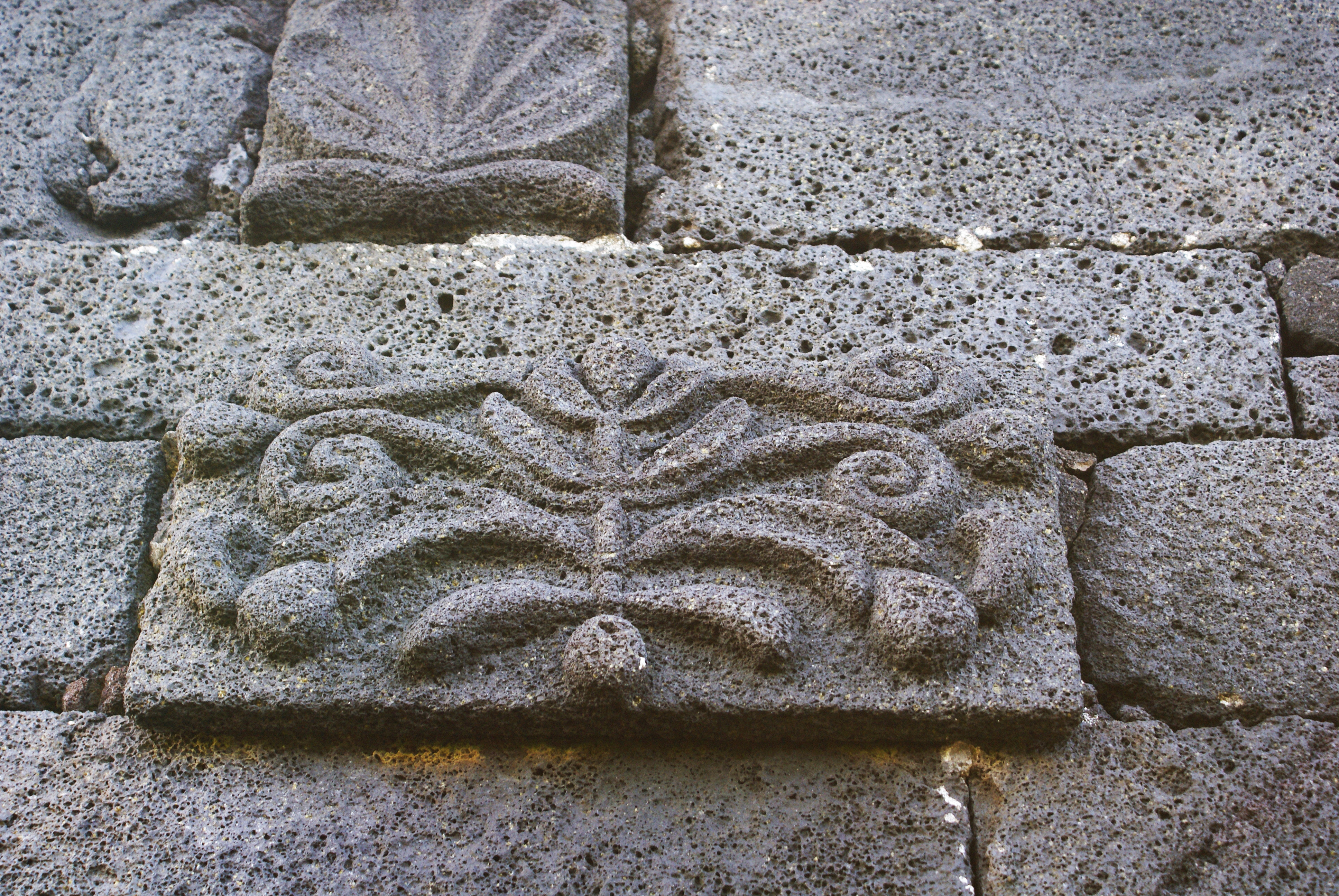
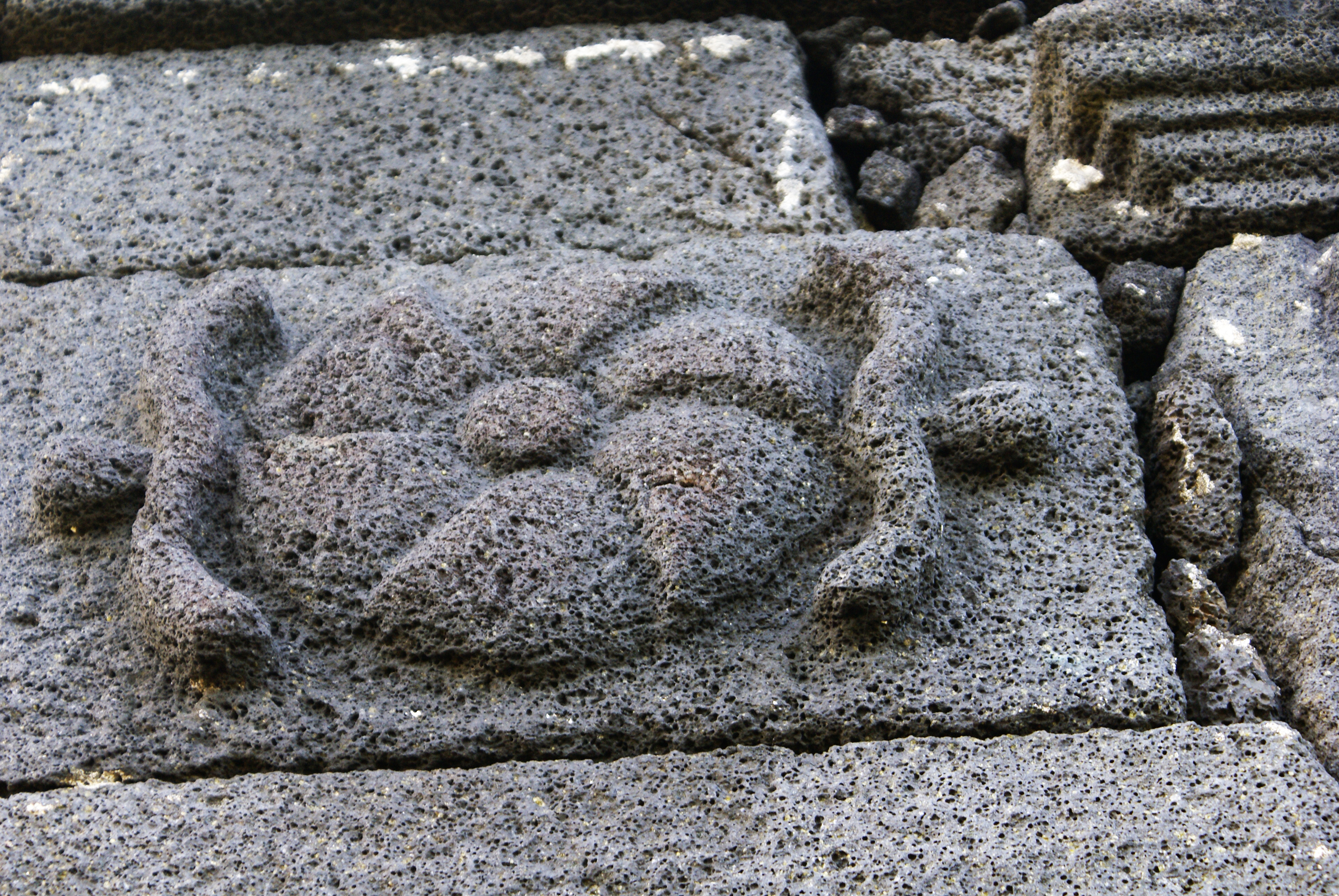
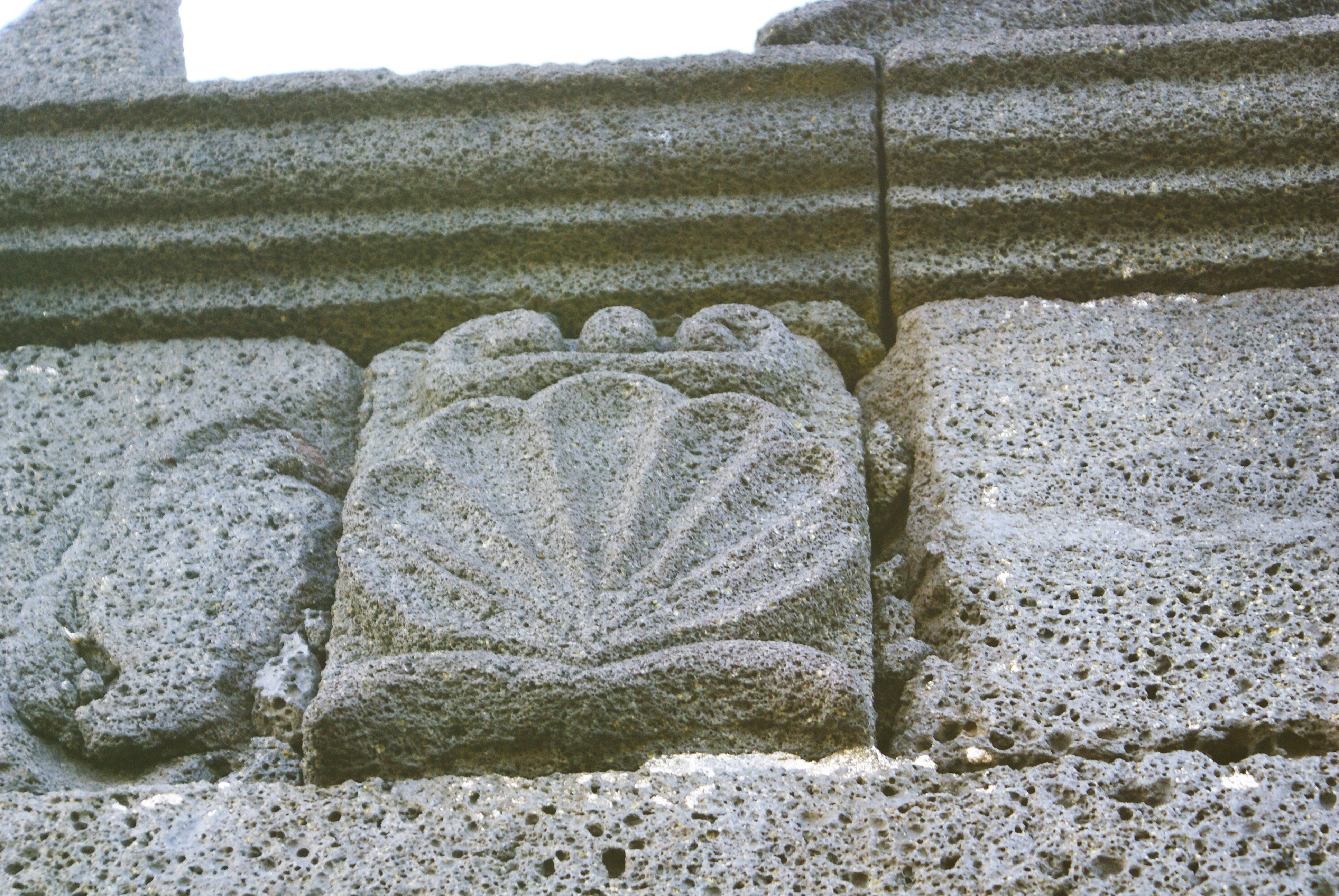
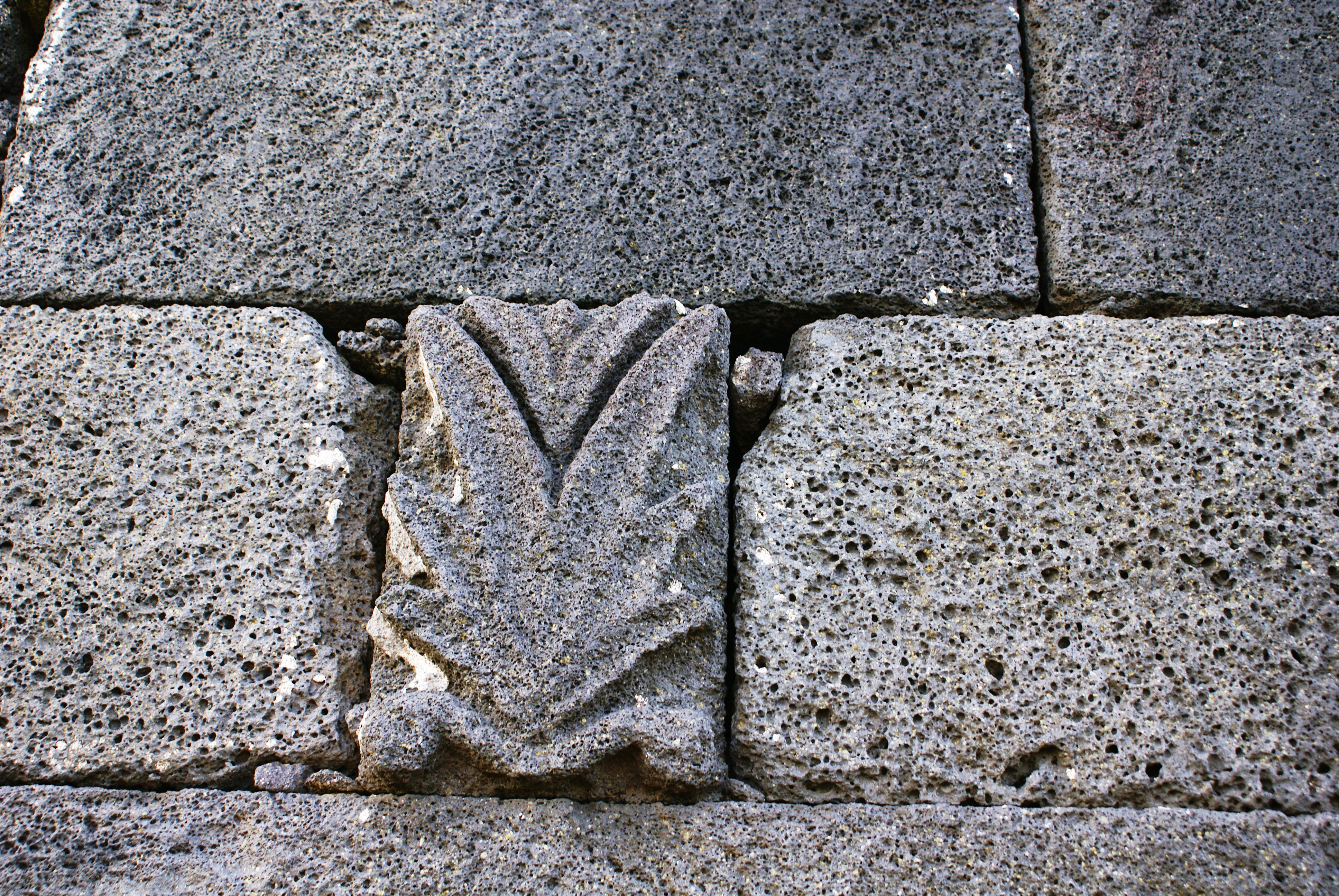
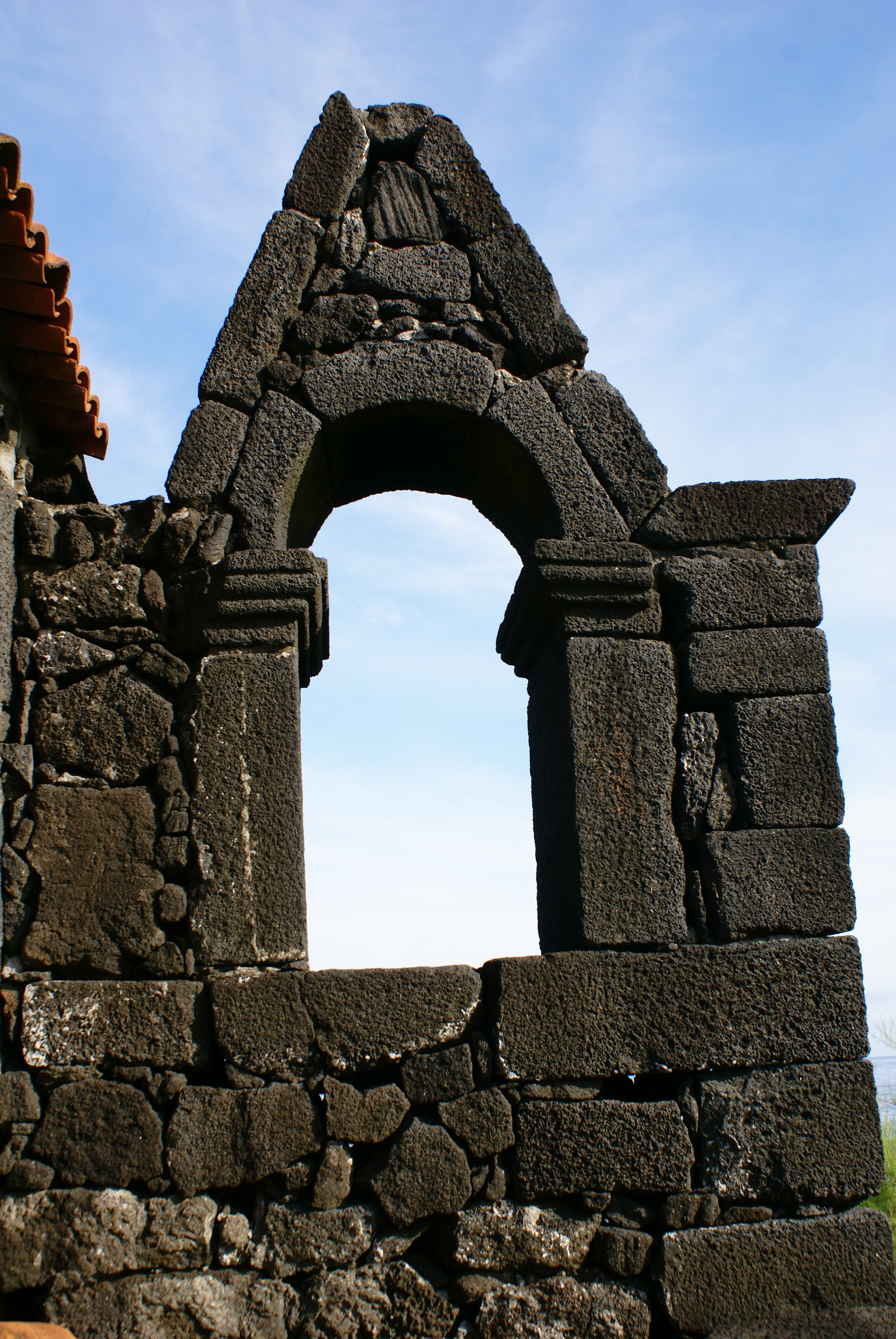